# Джентри
Дже́нтри (англ. gentry) — английское нетитулованное мелкопоместное дворянство, занимающее промежуточное положение между пэрами и йоменами.
В отличие от йоменов джентри не занимались земледелием. Термин возник в конце XVI века и отражал реалии так называемого ублюдочного феодализма. В ходе аграрной революции XVI—XVII веков земельные владения джентри существенно выросли; источниками прирезаемой земли были пожалования от короны, секуляризованные монастырские земли и экспроприированные крестьянские участки. На своих землях джентри активно применяли новые методы хозяйствования — открывали рудники (железные и оловянные), строили лесопилки, сукновальни, кожевенные производства, сдавали участки в аренду; они также занимались морской торговлей.
Из числа младших сыновей джентри, по законам майората не имевших права на наследование земель, формировался костяк чиновничества и торговая буржуазия, они становились священниками и моряками. Усиление позиций джентри привело к тому, что его представителей начали избирать мировыми судьями и шерифами. Джентри сыграли решающую роль в Английской революции, в частности выходцами из этой среды были Оливер Кромвель, Джон Лилберн, Джон Хемпден и Джон Пим. Другие выходцы из этого сословия (Сесилы, Расселы, Херберты) делали политическую карьеру в условиях монархии, получая титулы лордов.
Это слово иногда также употребляется как обозначение класса состоятельных землевладельцев вне англосаксонской традиции — например, по отношению к помещичеству в позднеимперском Китае (шэньши).